# Burgundiai Egyetem
A Burgundiai Egyetem (franciául: Université de Bourgogne) a franciaországi Dijonban található állami egyetem. Ez az egyetlen burgundiai egyetem. 1806-ban Napóleon a franciaországi jogászképzés egyik központjává tette. Az egyetemnek közel 30 000 hallgatója van.
1722-ben alapították, és sokáig Dijoni Egyetem (Université de Dijon) néven volt ismert. 1984-ben vette fel a Burgundiai Egyetem (Université de Bourgogne) nevet.
2025. január 1-jei hatállyal helyébe lépett (létrejött helyette) a Burgundia Európa Egyetem (Université Bourgogne Europe, rövidítése UBE), mely a korábbi egyetem jogutódja, valamint jogi személyiségüket megőrző intézményekként egyesíti a város képzőművészeti és a zenei főiskoláját is (École nationale supérieure d'art de Dijon [ENSA Dijon] és École supérieure de musique Bourgogne-Franche-Comté [ESM]).

## Híres tanárok
- Boros Gábor, Széchenyi-díjas filozófiatörténész